# Neufgrange
 Neufgrange  es una población y comuna francesa, en la región de Lorena, departamento de Mosela, en el distrito de Sarreguemines y cantón de Sarreguemines-Campagne.

## Demografía
| 771 | 936 | 1000 | 1107 | 1234 | 1270 |
| Para los censos de 1962 a 1999 la población legal corresponde a la población sin duplicidades (Fuente: INSEE [Consultar]) |     |      |      |      |      |